# Гончарка (Адигея)
Гонча́рка (рос. Гончарка; адиг. Гончарк) — селище Гіагінського району Адигеї Росії. Входить до складу Гіагінського сільського поселення.
Населення —  1514 особи (2015 рік). 